# Горний путь
«Горний путь» — второй сборник стихотворений В. В. Набокова, опубликованный в эмиграции. 

## Описание
Хотя «Горний путь» содержит более ранние стихотворения, чем сборник «Гроздь», он вышел из печати на месяц позже. Сборник был подготовлен к печати отцом Набокова Владимиром Дмитриевичем вместе с поэтом Сашей Чёрным в то время, когда сам автор ещё был студентом Кембриджского университета. Владимир-младший предложил два названия — «Светлица», в котором обыгрывалось имя его невесты Светланы Зиверт, или «Тропинки Божии». Составители, оттолкнувшись от второго, предложили третий вариант — «Горний путь»:225. Сборник вышел из печати в январе 1923 года:238, уже после гибели В. Д. Набокова и посвящён его памяти. Хотя критика встретила сборник достаточно прохладно, Юрий Айхенвальд говорил Ходасевичу о Набокове, как о талантливом молодом поэте.
Из 153 стихотворений сборника 37 Набоков включил в собрание стихов, подготовленное им в конце жизни для издательства Ардис.:238

## Содержание
- Поэту. «Болота вязкие бессмыслицы певучей...».[4]
- «Живи. Не жалуйся, не числи...».[5]
- «Звени, мой верный стих, витай, воспоминанье!».[6]
- «Когда с небес на этот берег дикий...».[7]
- Элегия. «Я помню влажный лес, волшебные дороги,...».[8]
- Два корабля. «У мирной пристани, блестя на солнце юга,...».[9]
- «Цветет миндаль на перекрестке,...».[10]
- «О ночь, я твой, все злое позабыто...».[11]
- «Ты войдешь и молча сядешь...».[12]
- «Вот дачный сад, где счастливы мы были:...».[13]
- «Берёза в воронцовском парке...».[14]
- Орешник и берёза.[15]
- После грозы. «Все реже, реже влажный звон...».[16]
- «Как пахнет липой и сиренью,...».[17]
- Лестница.[18]
- «Забудешь ты меня, как эту ночь забудешь,...».[19]
- Озеро. «Взгляни на озеро: ни солнце, ни звезда,...».[20]
- «О чем я думаю? О падающих звездах...».[21]
- «И видел я: стемнели неба своды...»[22]
- Солнце бессонных. Sun of the sleepless (из Байрона).[23].
- Лунная ночь.[24]
- Большая Медведица.[25]
- «Вдали от берега, в мерцании морском...».[26]
- Поэт. «Среди обугленных развалин...».[27]
- Журавли. «Шумела роща золотая...».[28]
- «За полночь потушив огонь мой запоздалый...».[29]
- «Разгорается высь...».[30]
- «В хрустальный шар заключены мы были...».[31]
- «Если вьется мой стих, и летит, и трепещет...»[32]
- Осенняя пляска.[33]
- Башмачок.[34]
- «Сторожевые кипарисы...».[35]
- «Ты многого, слишком ты многого хочешь!...».[36]
- «Феина дочь утонула в росинке,...».[37]
- «Ты на небе облачко нежное,...».[38]
- На качелях.[39]
- Новый Год.[40]
- Ю. Р. «Как ты, я с отроческих дней...».[41]
- Утро. «Как светлозарно день взошел!...».[42]
- «На ярком облаке покоясь,...».[29]
- Скиф.[29]
- «Я был в стране Воспоминанья...»[43].
- «О, встречи дивное волненье!...».[29]
- Пчела.[44]
- Пётр в Голландии.[45]
- Россия. «Не все ли равно мне, рабой ли, наемницей...»[46]
- «Эту жизнь я люблю исступленной любовью...».[47]
- Кипарисы. «Склонясь над чашею прозрачной...».[48]
- «Еще безмолвствую и крепну я в тиши...»[49]
- Стамбул. «Всплывает берег на заре,...».[50]
- «По саду бродишь и думаешь ты...».[51]
- «Что нужно сердцу моему,...».[52]
- Верба. «Колоколов напев узорный,...».[53]
- Русалка. «Пахнуло с восходом огромной луны...».[54]
- «Разбились облака. Алмазы дождевые,...».[55]
- «Мне так просто и радостно снилось:...».[56]
- Памяти друга.[57]
- «Простая песня, грусть простая...»[58]
- Вьюга.[59]
- «Катится небо, дыша и блистая...».[60]
- Осень. «И снова, как в милые годы...».[61]
- M. W. «Часы на башне распевали...».[62]
- «Звон, и радугой росистой...»[63]
- «Будь со мной прозрачнее и проще:...».[64]
- Зима. «Только ёлочки упрямы...».[65]
- «Мой друг, я искренно жалею...».[66]
- Весна. «Взволнован мир весенним дуновеньем...».[67]
- «Маркиза маленькая знает,...».[68]
- Смерть. «Выйдут ангелы навстречу,-...».[69]
- Капли красок (цикл[70]):

1. Всепрощающий («Он горстью мягкою земли…»
2. Joie de vivre. «И в утро свежее любви…»
3. Крымский полдень. «Черешни, осы — на лотках…»
4. Былинки. «Мы пели в поле, и луны…»
5. Художник. «Он отвернулся от холста…»
6. Яблони. «Где ты, апреля ветерок…»[71].
7. Речная лилия. «На лодке выцветшей вдвоём…»
8. В лесу. «Шептала, запрокинув лик…»
9. Вдохновенье. «Когда-то чудо видел я…»
10. La morte de Arthur. «Всё, что я видел, но забыл…»
11. Decadence. «Там, говорят, бои, гроза…»
12. Крестоносцы. «Когда мы встали пред врагом…»
13. Кимоно. «Дыханье веера, цветы…»
14. Meretrix. «Твой крест печальный — красота…»
15. Достоевский. «Тоскуя в мире, как в аду…»
16. Аэроплан. «Скользнув по стоптанной траве…»
17. Наполеон в изгнании. «Дом новый, глухо-знойный день…»

- Детство.[72]
- Ангелы.[29]

1. Серафимы.[29]
2. Херувимы.[73]
3. Престолы.[74]
4. Господства.[74]
5. Силы.[75]
6. Власти.[76]
7. Начала.[77]
8. Архангелы.[78]
9. Ангел хранитель.[29]

- Крым.[79]
- Сон на акрополе.[80]
- Странствия.[81]
- «Над землею стоит голубеющий пар....».[82]
- Football. «Я видел, за тобой шел юноша, похожий...».[83]
- «Безвозвратная, вечно-родная...»[84]
- Движенье.[85]
- Телеграфные столбы.[86]
- Каштаны.[87]
- «Люблю в струящейся дремоте...»[29]
- (Отрывок). «Твоих одежд воздушных я коснулся,...»[88]
- Романс. «И на берег весенний пришли мы назад...»[89]
- Ласточки. «Инок ласковый, мы реем...»[90]
- Тайная Вечеря.[91]
- Е. L. «Она давно ушла, она давно забыла...»[92]
- М. Ш. «Я видел, ты витала меж алмазных...»[93]
- «Кто меня повезёт...»[94]
- Павлины.[95]
- В раю. «Здравствуй, смерть! - и спутник крылатый,...»[96].
- «Мерцательные тикают пружинки,...»[97]
- Лес.[98]
- Возвращение.[99]
- Поэт[29]
- Осень.[100]
- Подражание древним[101]
- Lawn-tennis[102]
- Бабочка. (Vanessa antiopa)[103].
- Велосипедист[104]
- «Вдохновенье — это сладострастье...»[105]
- «Обезьяну в сарафане...»[29]
- «Карлик безрукий во фраке,...»[106]
- Итальянке[29]
- На Голгофе.[107]
- «Блаженство мое, облака и блестящие воды...»[29]
- «Я без слез не могу...»[108]
- Домой[109]
- Березы.[107]
- Поэты[110]
- Biology[111]
- В. Ш.[112]
- Художник-нищий[29]
- Облака.[113]
- Пир.[114]
- Белый рай.[115]
- Кони[109]
- Зеркало[116]
- Ночь[29]
- La belle dame sans merci (Из John Keats)[29]
- Пьяный рыцарь[109]
- «Я думаю о ней, о девочке, о дальней,...»[109]
- Перо.[117]
- «Мы столпились в туманной церковенке...»[118]
- Моей матери. «Людям ты скажешь: настало. ...»[119]
- Русь.[120]
- Жизнь[29]

### Рекомендованные источники
- Б. Каменецкий (Ю. И. Айхенвальд). Рецензия. // Руль, 28 января 1923.
- Лурье В. Рецензия: Горний путь. Берлин: Грани, 1923// Новая русская книга. 1923. № 1 (январь). С. 23